# Thuốc giả
Thuốc giả là một dược phẩm được sản xuất và bán với ý định lường gạt về nguồn gốc, tính xác thực hoặc hiệu quả của nó. Thuốc giả có thể chứa thành phần hoạt chất không thích hợp, hoặc không có gì hết, có thể được tiêu thụ không đúng cách trong cơ thể (ví dụ như sự hấp thụ của cơ thể), có thể chứa các thành phần không có trên nhãn (có thể hoặc không có hại), hoặc có thể được cung cấp với việc đóng gói và dán nhãn không chính xác hoặc giả mạo. Thuốc giả có liên quan đến gian lận dược phẩm. Các nhà sản xuất thuốc và các nhà phân phối đang ngày càng đầu tư vào các biện pháp đối phó, như công nghệ truy xuất và xác thực nguồn gốc, nhằm giảm thiểu tác động của thuốc giả  Bệnh nhân chết sau khi dùng thuốc giả không chữa được bệnh của mình. Kháng sinh với số lượng không đủ của một thành phần hoạt chất thêm vào vấn đề Kháng thuốc kháng sinh.

## Đinh nghĩa và phân loại
Tổ chức Y tế Thế giới (WHO) định nghĩa: "Thuốc giả là sản phẩm được gắn nhãn hiệu sai một cách gian dối và có chủ đích về đặc tính hoặc nguồn gốc. Thuốc giả có thể bao gồm sản phẩm đúng hoặc sai hoạt chất, không có hoạt chất hoặc không đủ hàm lượng hoạt chất hoặc với bao bì giả".
Theo PGS.TS.DS. Nguyễn Hữu Đức, Đại học Y dược TP.HCM, từ định nghĩa trên, thuốc giả có thể chia thành sáu loại có liên quan đến hình thức và mức độ giả mạo:
- Sản phẩm không có hoạt chất chữa bệnh,
- Sản phẩm có hàm lượng hoạt chất chữa bệnh không đúng,
- Sản phẩm có hoạt chất sai,
- Sản phẩm có lượng hoạt chất chữa bệnh đúng nhưng có bao bì giả nhái lại sản phẩm nguyên bản (mạo danh nhà sản xuất/nước sản xuất, xuất xứ thuốc thật bị làm giả),
- Sản phẩm có nồng độ hoạt chất không tinh khiết,
- Sản phẩm nhiễm bẩn chứa độc chất đến mức nguy hiểm.